# Burmeister-Gürtelmull
Der Burmeister-Gürtelmull (Calyptophractus retusus) ist eine Gürteltierart, die im Gran Chaco im südöstlichen Bolivien, nördlichen Argentinien und westlichen Paraguay vorkommt, wo sie Landschaften mit weichem Bodenuntergrund bewohnt. Die Art lebt hauptsächlich unterirdisch in selbst gegrabenen Bauen und ernährt sich überwiegend von Insekten, über die genaue Lebensweise gibt es aber kaum Informationen. In einigen Regionen seines Verbreitungsgebietes wird der Burmeister-Gürtelmull bejagt. Aufgrund seiner allgemeinen Seltenheit und den daraus resultierenden fehlenden Informationen ist eine Einschätzung der Größe und Stabilität des Bestandes derzeit nicht möglich.

## Merkmale

### Habitus

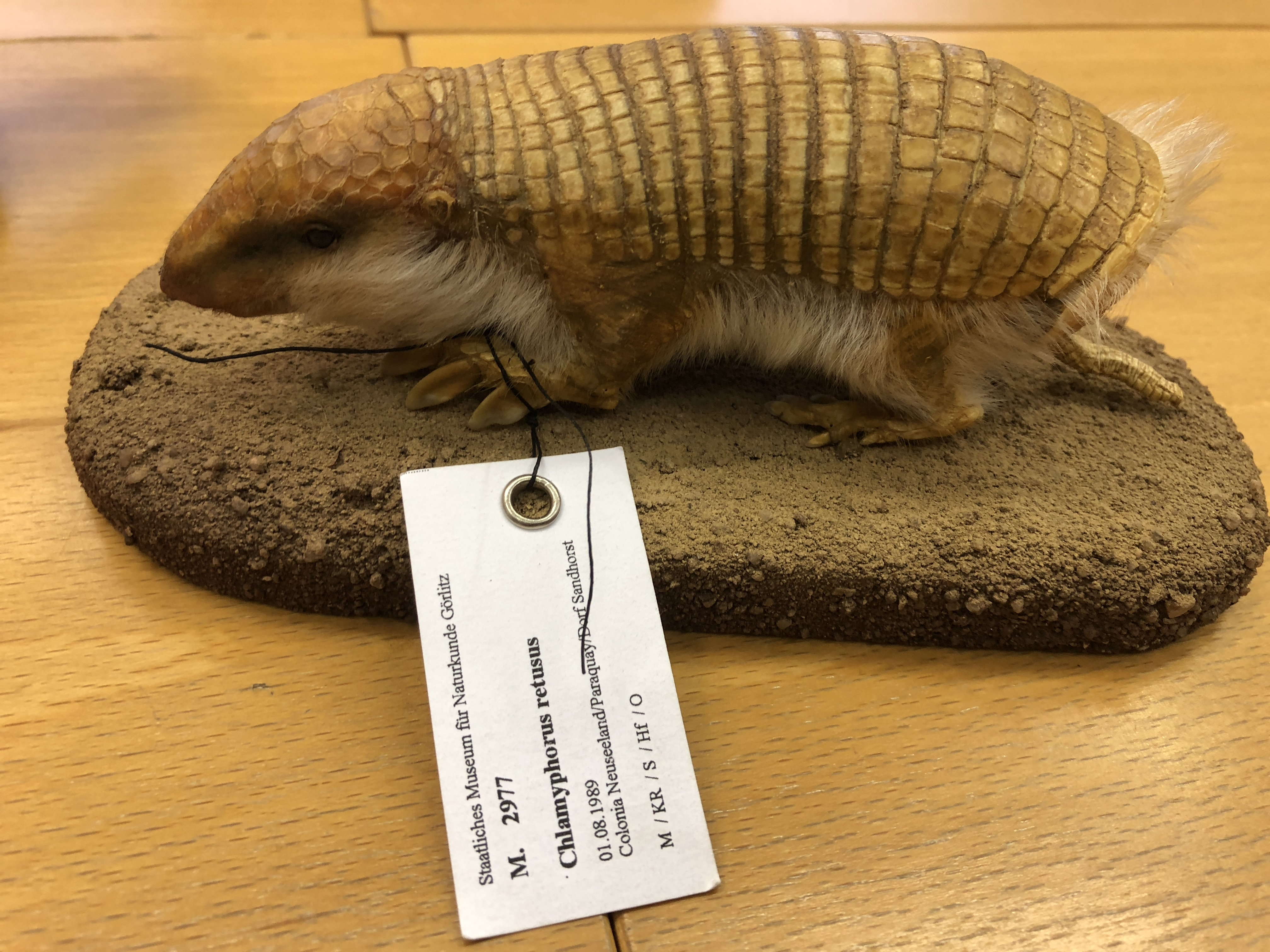
Ausgestopfter Burmeister-Gürtelmull

Der Burmeister-Gürtelmull erreicht eine Kopf-Rumpf-Länge von 11,6 bis 16 cm, zuzüglich eines etwa 3,5 cm langen Schwanzes. Das Gewicht variiert von 63,5 bis 116 g, weibliche Tiere sind im Durchschnitt etwas kleiner als männliche (73,6 g beziehungsweise 91,3 g). Er ist damit etwas größer als der Gürtelmull (Chlamyphorus truncatus). Der Kopf ist kurz und weist sehr kleine Augen auf sowie weit auseinander stehende, kurze, nur maximal 0,6 cm lange gerundete Ohren. Die Basis der Ohren grenzt direkt an den hinteren-seitlichen Rand des Kopfschildes. Der Kopfschild zeigt eine weniger gute Entwicklung als beim Gürtelmull und besitzt eine eher ovale Form; er reicht dabei bis nahe zur Nase, erweitert sich aber nicht vor den Augen. Gebildet wird er aus kleinen Knochenplättchen, deren Größe nach hinten zunimmt und die eine unregelmäßige Form haben sowie am vorderen Rand etwas aufgeraut sind. Der hintere Rand des Schildes ist leicht abgerundet. Auffälligstes Merkmal des Burmeister-Gürtelmulls stellt aber der Rückenpanzer dar, der im Gegensatz zum Gürtelmull nicht direkt mit dem Kopfschild, sondern mit der Wirbelsäule und dem Becken verbunden ist. Er besteht aus 20 bis 23 Bändern, von denen einige wenige am vorderen und hinteren Ende des Panzers fest miteinander verwachsen sind. Der Rest der Bänder ist dagegen flexibel und wird durch schmale Hautgürtel voneinander getrennt. Der Rand des Panzers besitzt einen wellenförmigen Verlauf. Die einzelnen Bänder setzen sich ebenfalls aus kleinen Knochenplättchen von rechteckiger Gestaltung zusammen. Größe und Anzahl der Plättchen nehmen von vorne zur Mitte hin zu, die ersten beiden Reihen weisen nur 7 derartige knöcherne Bildungen auf, die folgende doppelt so viel und die vierte bis sechste je 18. Die höchste Anzahl an Plättchen zeigt sich etwa in der Panzermitte mit rund 21. Danach nimmt die Anzahl wieder etwas ab und die vorletzte Reihe besteht aus 13 Knochenplättchen. Die hinterste Reihe knickt ab und steht senkrecht bis deutlich eingezogen zur Körperachse. Sie bildet den Analschild, bestehend aus rund 22 knöchernen Plättchen und bedeckt den hinteren Körperbereich fast vollständig. Der Analschild hat eine ovale Form und lässt nur eine Lücke für den Schwanz am unteren Rand. Zusätzliche Panzerungen finden sich am kurzen Schwanz, der spitz ausläuft, und an den Beinaußenseiten. Oberhalb des Analschilds ragt ein Saum langer, borstiger Haare heraus, die nach hinten abstehen und bräunlich gefärbt sind. Weitere Borstenhaare treten aus dem oberen Bereich der Knochenplättchen dieses Gürtels jeweils paarig hervor. Der Panzer selbst ist fleisch- bis gelbfarben, ebenso die kurzen Haare, die etwa ab der Mitte des Rückenpanzers auftreten. Der Bauch, die Körperseiten beziehungsweise die Beininnenseiten, die Kehle sowie die Wangen des Kopfes weisen ein dichtes Fell mit einer hellen bis weißlichen Tönung auf. Die kurzen Gliedmaßen besitzen vorn vier und hinten fünf Zehen mit scharfen Krallen, wobei die drei inneren Krallen der Vorderfüße mit fast 2 cm am längsten sind. Der Hinterfuß erreicht eine Länge von maximal 3,9 cm.

### Schädel- und Gebissmerkmale
Die größte Länge des Schädels beträgt 43 mm, die größte Breite am Jochbogen 27,8 mm. In der Seitenansicht ragt der Schädel vom Nasenbein bis zum Hinterhauptsbein steil auf, so dass er am Hirnschädel eine Höhe von 17,1 mm erreicht. Hier zeigt der Schädel auch leichte Rundungen. Der Hinterhauptswulst ist massiv entwickelt und ragt deutlich über das Hinterhauptsloch und die Gelenkflächen für die Halswirbelsäule hinaus. Im Bereich der Augen treten auffällige Knochenaufwölbungen auf. Der Jochbogen ist wie bei allen Gürteltieren nicht geschlossen. Der hintere Rand des Gaumenbeins reicht bis hinter den letzten Zahn, der äußere Gehörgang ist verknöchert. Die Zähne sind wie bei den anderen Gürteltieren auch klein und zapfenartig. Jede Kieferhälfte setzt sich sowohl oben als auch unten aus jeweils acht Zähne zusammen, insgesamt besteht das Gebiss somit aus 32 Zähnen. Mit Ausnahme des ersten oberen und der ersten beiden unteren, die einen rundlichen Querschnitt besitzen, sind alle Zähne oval geformt. Die obere Zahnreihe wird 15,2, die untere 18,4 mm lang.

### Sinnesleistungen und Lautäußerungen
Als einzige Lautäußerungen sind Schreie bekannt, die der Burmeister-Gürtelmull ausstößt, wenn er erschrocken ist oder Gefahr aufzieht, wobei diese an das Weinen eines menschlichen Säuglings erinnern.

## Verbreitung

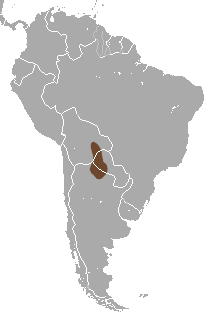
Verbreitungsgebiet

Das hauptsächliche Verbreitungsgebiet ist das zentrale Südamerika vom mittleren und südöstlichen Bolivien über das westliche Paraguay bis in das nördlichste Argentinien. Hier lebt es endemisch im Gran Chaco, welches durch offene Landschaften, Dornstrauchsavannen  und Trockenwälder sowie trockene Klimate gekennzeichnet ist. Es wird dabei teilweise angenommen, dass die Gürteltierart auch im Pantanal auftreten könnte, eine allerdings eher feuchte Region, jedoch fehlt bisher ein konkreter Nachweis. Das gesamte Verbreitungsgebiet umfasst 258.000 km², die Ausdehnung des tatsächlich bewohnten Areals ist unbekannt. Dabei ist die Gürteltierart an sandige oder lockere Böden gebunden und kommt in Gebieten mit einem eher tonigen oder festen Untergrund nicht vor. Sie kann auch in landwirtschaftlich überprägten Gebieten auftreten und gelangt dann manchmal sehr nahe an menschliche Siedlungen.

## Lebensweise

### Allgemein
Die Lebensweise des Burmeister-Gürtelmulls wurde bisher nur wenig erforscht. Er ist überwiegend nachtaktiv und lebt einzelgängerisch in unterirdischen, selbst gegrabenen Gängen und Höhlen, die er mit den kräftigen Vorderbeinen anlegt, wobei der Aushub mit den Hinterbeinen weggeschoben wird. An die grabende Lebensweise ist er mit seinem spindelförmigen Körper, den kurzen Ohren und kleinen Augen sowie den kräftigen Beinen und vergrößerten Krallen gut angepasst. Durch seine Grabungstätigkeit nimmt er eine ökologische Nische vergleichbar zu der der Maulwürfe in Eurasien ein. An der Oberfläche ist der Burmeister-Gürtelmull nur selten zu sehen und gräbt sich dann bei drohender Gefahr schnell ein, wobei er mit dem abgeknickten hinteren Bereich des Rückenpanzers den Höhleneingang blockieren kann. Fressfeinde sind hauptsächlich frei lebende Hunde und Katzen, aber auch größere Raubtiere und Eulen. Wie die meisten anderen Gürteltiere ernährt sich der Burmeister-Gürtelmull von Insekten und deren Larven, er stellt damit einen opportunistischen Insektenfresser dar. Darüber hinaus werden auch andere Wirbellose wie Würmer und Schnecken verzehrt, möglicherweise auch vereinzelt Pflanzen. Ein Individuum bei Santa Cruz de la Sierra in Bolivien wurde beobachtet, wie es Larven von Samen der Acrocomia-Palme fraß. Auf der Suche nach Nahrung schnüffelt das Tier beständig am Boden herum und legt kleine Löcher an. Über die Fortpflanzung des Burmeister-Gürtelmulls ist nichts bekannt, es wird aber angenommen, dass pro Wurf nur ein Jungtier zur Welt kommt.

### Parasiten
Als einzige Parasiten, die den Burmeister-Gürtelmull befallen, sind bisher Zecken der Gattung Amblyomma bekannt.

## Systematik
Der Burmeister-Gürtelmull ist die einzige Art aus der somit monotypischen Gattung Calyptophractus. Innerhalb der Gruppe der Gürteltiere (Dasypoda) wird sie weiterhin zur Familie der Chlamyphoridae und zur Unterfamilie der Chlamyphorinae gestellt, der als einziges weiteres rezentes Mitglied der Gürtelmull (Chlamyphorus truncatus) zuzuordnen ist. Fossil tritt noch die Gattung Chlamydophractus auf. Die nächsten Verwandten der Chlamyphorinae und deren Schwestergruppe stellen die Tolypeutinae dar, welche das Riesengürteltier (Priodontes maximus), die Kugelgürteltiere (Tolypeutes) und das Nacktschwanzgürteltiere (Cabassous) einschließen. Weiter außerhalb in der Verwandtschaftsfolge sind die Euphractinae einzureihen, innerhalb derer das Sechsbinden-Gürteltier (Euphractus sexinctus), das Zwerggürteltier (Zaedyus pichiy) und die Borstengürteltiere (Chaetophractus) stehen. Laut molekulargenetischen Untersuchungen trennten sich die Tolypeutinae und Chlamyphorinae bereits im Oligozän vor 33 Millionen Jahren, die Aufspaltung der Gürtelmulle in die beiden heutigen Gattungen erfolgte im Unteren Miozän vor rund 19 Millionen Jahren. Die ältesten Fossilnachweise des Burmeister-Gürtelmulls stammen aus dem Pleistozän.
In den 1930er Jahren wurden mit C. r. clorindae und C. r. retusus zwei Unterarten des Burmeister-Gürtelmulls unterschieden, deren Abtrennung voneinander hauptsächlich auf den Proportionen der Krallen und der Form der Knochenplättchen basierte. Da aber zu wenige Individuen bekannt sind, gelten sowohl die Art als auch die Gattung als monotypisch. Die Erstbeschreibung erfolgte 1863 durch Hermann Burmeister als Chlamyphorus retusus, als Holotyp stand ihm ein Individuum aus Santa Cruz de la Sierra in Bolivien zur Verfügung, welches von Don Felix San Martin dort lebendig ausgegraben worden war und das dieser mitsamt seiner Sammlung dem Museo Argentino de Ciencias Naturales Bernardino Rivadavia in Buenos Aires schenkte. Im Jahr 1865 führte John Edward Gray aufgrund der zahlreichen Unterschiede zum Gürtelmull den Gattungsnamen Burmeisteria ein, der lange Zeit als offizieller Name des Burmeister-Gürtelmulls genutzt wurde. Allerdings war er schon durch einen bereits fünf Monate vor Grays Publikation erschienenen Aufsatz für einen Trilobiten vergeben worden und damit präokkupiert. Alternativ verwendeten einige Forscher in jüngerer Zeit daher auch den ursprünglichen Namen Chlamyphorus retusus, erst 2004 wurde von der Anteater, Sloth and Armadillo Specialist Group der IUCN, damals noch Edentate Specialist Group, der heute gültige Gattungsname Calyptophractus offiziell anerkannt. Diesen hatte Leopold Fitzinger im Jahr 1871 eingeführt, der die Gürteltierart außerdem im Deutschen mit „Deckengürtelthier“ bezeichnete. Der Gattungsname leitet sich von den griechischen Wörtern καλυπτός (kalyptos für „umhüllt“) und φρακτός (phraktos für „eingeschlossen“ oder „geschützt“) her. Der Artname retusus ist lateinischen Ursprungs und bedeutet „stumpf“; beides bezieht sich auf den Rückenpanzer. Lokal wird der Burmeister-Gürtelmull auch „Pichiciego grande“ genannt. Das Guaraní-Wort für die Gürteltierart lautet Tatu jeikuarajoya, was übersetzt „Gürteltier mit kurzem Steiß“ heißt und sich ebenfalls auf den Steiß- beziehungsweise Beckenpanzer bezieht.

## Gefährdung
Der Burmeister-Gürtelmull ist allgemein sehr selten, seit der Erstbeschreibung durch Burmeister wurde er in Bolivien nur etwas mehr als zwei Dutzend Mal wissenschaftlich registriert. Bei einer vierjährigen Forschungskampagne unter der lokalen Volksgruppe der Izoceño in Bolivien, die 1996 begann, wurden nur zwei lebende Individuen gesichtet, sechs weitere waren von Jägern getötet worden. Einerseits wird der Burmeister-Gürtelmull als Nahrungsressource genutzt, wobei auch der Panzer mit verspeist wird, andererseits gilt er unter anderem bei den Izoceño als schlechtes Omen, das den Tod eines nahen Verwandten voraussagt und wird deshalb zur Abwehr häufig getötet. Weiterhin ist sein Lebensraum durch die Umwandlung in Agrarlandschaften bedroht, außerdem ist dieser durch die Bevorzugung sandigen Untergrunds stark fragmentiert, da nur ein Teil des Gran Chaco derartige Böden aufweist. Möglicherweise kam es zu einem Populationsrückgang seit dem Jahr 2000 um 10 bis 25 %. Die IUCN stuft die Gürteltierart aufgrund der nur wenigen Beobachtungen in die Kategorie „unzureichende Datenlage“ (data deficient) ein, lokal gilt sie auch als „gefährdet“ (vulnerable). Der Burmeister-Gürtelmull kommt in mehreren Naturschutzgebieten vor, so unter anderem im Nationalpark Defensores del Chaco in Paraguay und im Naturreservat General Pizarro in Argentinien.